# 裴卿
裴卿（1464年—？），字良臣，陕西西安府乾州人，明朝政治人物。

## 生平
成化十九年（1483年）癸卯科陕西鄉試第五十九名舉人，弘治十二年（1499年）中式己未科會試第一百五十一名，二甲第八十三名進士。官至南陽府知府。

## 家族
曾祖裴貴；祖裴宣；父裴倫，知县。母张氏。慈侍下。